# Ronde van Pays de la Loire voor vrouwen 2025
De tweede editie van de wielerwedstrijd Ronde van Pays de la Loire voor vrouwen vond plaats op 9 april 2025. De 115 deelneemsters startten in Cugand-la-Bernardière en finishten 115,1 kilometer later in Beaupréau-en-Mauges. De wedstrijd had de UCI-categorie 1.2. De Nederlandse Anneke Dijkstra won na een solo, voor haar land- en ploeggenote Anne Knijnenburg en de Poolse Karolina Perekitko.

## Uitslag
| Plaats  | Naam               | Ploeg                             | Tijd     |
| ------- | ------------------ | --------------------------------- | -------- |
| Winnaar | Anneke Dijkstra    | VolkerWessels                     | 3u22'48" |
| 2       | Anne Knijnenburg   | VolkerWessels                     | + 10"    |
| 3       | Karolina Perekitko | Winspace Orange Seal              | z.t.     |
| 4       | Laura Molenaar     | VolkerWessels                     | z.t.     |
| 5       | Noémie Abgrall     | Claris Automobiles Ladynamips RVC | z.t.     |
| 6       | Justine Gegu       | Elles-Groupama-Pays de Loire      | z.t.     |
| 7       | Jazmine Lavergne   | UVCA Troyes                       | z.t.     |
| 8       | Titia Ryo          | Arkéa-B&B Hotels                  | z.t.     |
| 9       | Eukene Larrarte    | Massi-Baix Ter                    | z.t.     |
| 10      | Florien Bolks      | WV Schijndel                      | z.t.     |
| 11      | Ilona Rouat        | Breizh                            | z.t.     |
| 12      | Esther Wong        | Torelli                           | z.t.     |
| 13      | Morven Yeoman      | DAS-Hutchinson                    | z.t.     |
| 14      | Laura Asencio      | Arkéa-B&B Hotels                  | z.t.     |
| 15      | Karin Söderqvist   | Massi-Baix Ter                    | z.t.     |
| 16      | Noémie Garnier     | Elles-Groupama-Pays de Loire      | z.t.     |
| 17      | Léa Rondel         | Baloise Minimax WB                | + 14"    |
| 18      | Clara Lundmark     | WV Schijndel                      | z.t.     |
| 19      | Emilie Fortin      | CJ O'Shea Racing                  | z.t.     |
| 20      | Ema Comte          | Chambéry                          | z.t.     |
|         |                    |                                   |          |
| 37      | Marieke Meert      | VolkerWessels                     | + 30"    |